# اوبراشتورم‌فورر

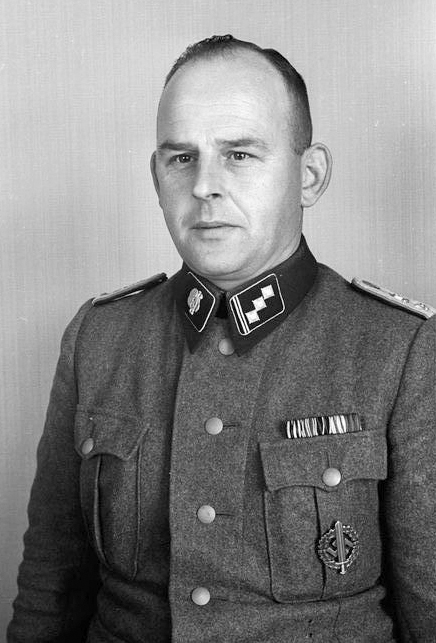
یک درجه‌دار اوبراشتورمفورر در اردوگاه کار اجباری ماوتهاوزن

اوبراشتورمفورر (آلمانی: Obersturmführer) یک درجه مربوط به نیروهای نظامی حزب ملی سوسیالیست کارگران آلمان بود که توسط برخی سازمان‌ها مانند اس‌اس و اس آ استفاده می‌شد. این درجه در سال ۱۹۳۲ ایجاد شد و پایین‌تر از هاوپت‌اشتورمفورر و بالاتر از اونتراشتورمفورر قرار داشت.

## نشان‌ها

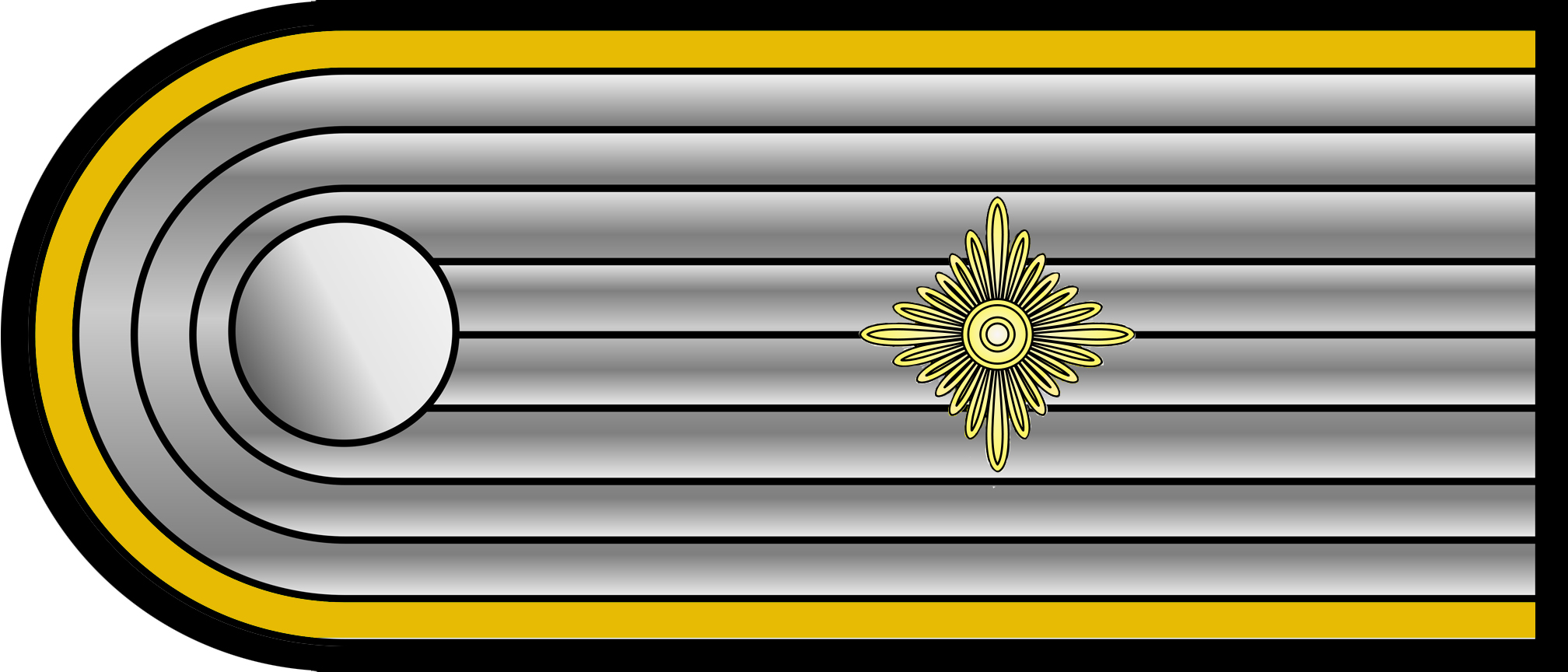
نشان سردوشی
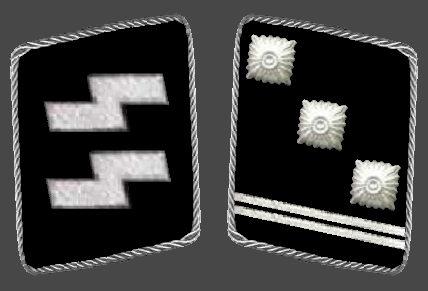
نشان یقه
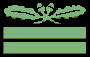
استتار نظامی